# Armando Diaz
Armando Diaz, I duque de la Victoria (Nápoles, 5 de diciembre de 1861-Roma, 29 de febrero de 1928) fue un general y mariscal de Italia. Alistado en el ejército italiano, actuó como comandante durante la guerra ítalo-turca (1911-1912) y la Primera Guerra Mundial (1917-1918).

## Biografía
Armando Vittorio Antonio Giovanni Nicola Diaz nació en el barrio Avvocata de Nápoles, en el seno de una familia de militares y magistrados de lejano origen español, de Ludovico Diaz, oficial ingeniero del Genio naval, y de Irene de los barones Cecconi. Ingresó muy joven en la escuela militar de artillería de Turín, donde se graduó de oficial y empezó su carrera militar el año 1884 en el 10.° Regimiento de Artillería de campo y en 1890 pasó al 1.er Regimiento de Artillería con el grado de capitán. Entre 1895 y 1896 prestó servicios en el Estado Mayor del Regio Esercito y en 1899 fue ascendido a mayor, comandando por un año y medio un batallón del 26.° Regimiento de Infantería.
En 1905 Diaz fue ascendido a teniente coronel y enviado a Florencia como jefe de Estado Mayor de la división militar allí estacionada. Al estallar la guerra ítalo-turca en 1911, Diaz comandó dos regimientos de infantería durante la campaña bélica, siendo herido en combate en 1912 y ascendido por mérito de guerra al grado de coronel.

### Primera Guerra Mundial
Convertido en general de división en mayo de 1915, fue uno de los generales italianos más exitosos de la contienda durante la ofensiva del Isonzo y la batalla de Gorizia en agosto de 1916, quedando como subordinado del general Luigi Cadorna, comandante máximo de las fuerzas italianas en el frente.
La ofensiva austrogermana en Caporetto resultó en una derrota desastrosa para las tropas italianas en noviembre de 1917. Más de 300 000 hombres y la mayoría de la artillería de campaña italiana se perdieron en la batalla, además de haber retrocedido los italianos más de 90 kilómetros de las líneas iniciales. El desastre provocó que el general Luigi Cadorna fuera destituido del cargo de comandante en jefe y reemplazado por Diaz.
Tras la derrota de Caporetto, Diaz consiguió estabilizar la línea del frente en el río Piave mediante un uso más racional de las tropas a su cargo pero no se decidía a comenzar una ofensiva por su cuenta hasta contar con suficiente acopio de fuerzas de infantería y artillería para infligir a los austrohúngaros una derrota decisiva. Vittorio Emanuele Orlando, el primer ministro italiano, necesitaba victorias militares para reforzar su posición diplomática, con el objetivo de conseguir conquistas territoriales al final de la guerra, y presionó por tanto a Diaz para lanzar una nueva ofensiva previendo que con las derrotas del Imperio alemán a mediados de 1918 en Francia, la guerra pronto acabaría. No obstante, Diaz insistió en su plan de no lanzar una ofensiva hasta asegurarse que ésta fuera determinante, rechazando lanzar ataques sin tener la certeza de un triunfo, pero aceleró sus preparativos para asegurarse que Italia venciera a Austria-Hungría en el campo de batalla en vez de esperar un derrumbe interno de esta última.

### Triunfo de Vittorio Veneto
El 23 de octubre de 1918, Diaz lanzó una ofensiva de vasto alcance hacia la localidad de Vittorio Veneto, en la actual provincia de Treviso, con cincuenta y siete divisiones reforzadas con seis divisiones de los ejércitos francés y británico y, tras ciertas dificultades iniciales para cruzar el río Piave, los italianos ganaron una cabeza de puente e iniciaron un exitoso avance en todo el frente, capturaron la ciudad de Vittorio Veneto, y penetraron en la línea defensiva austrohúngara hasta cortarla en dos. 
El ejército austrohúngaro quedó roto y muy desmoralizado, estallando motines de sus soldados de origen eslavo que aceleraron su descomposición y la consiguiente crisis política en Austria-Hungría; en el momento del armisticio las tropas italianas habían llegado a Trento en el oeste y nuevamente al río Isonzo por el este, precipitando la disolución del Imperio austrohúngaro y la capitulación total de sus fuerzas. Esta victoria mantuvo la reputación de Diaz como general eficiente y le convirtió en el principal héroe italiano de la contienda. Como muestra de este prestigio, Diaz en 1919 fue nombrado senador y recibió en 1921 el título nobiliario de duque de la Victoria (Duca della Vittoria).

### Últimos años
Tras un viaje por Estados Unidos donde fue homenajeado en 1921, Diaz retornó a Italia y se le confió el cargo de ministro de la Guerra, desde el cual ofreció al rey Víctor Manuel III usar la fuerza militar para detener a los fascistas durante la Marcha sobre Roma en octubre de 1922, pero el monarca rechazó tal alternativa y no emitió orden alguna en tal sentido. Tras tomar el poder, Benito Mussolini confirmó a Diaz como ministro por pedido del propio rey Víctor Manuel, quien deseaba mantener en dicho cargo a un oficial profesional prestigioso y monárquico; no obstante, Diaz no pudo oponerse al deseo de Mussolini de militarizar a sus camisas negras creando la Milicia Voluntaria para la Seguridad Nacional. Diaz mantuvo el puesto hasta abril de 1924 y se retiró del Ejército. No obstante en el mismo año recibió un homenaje final con su promoción a mariscal de Italia. Murió en 1928.